# Scylatoxina
La scylatoxina (sinónimo de la toxina alfa-KTx 5.1 de canal de potasio, leiurotoxina I) es una neurotoxina del escorpión Leiurus quinquestriatus hebraeus (escorpión amarillo del Mediterráneo).

## Características
La scylatoxina es una proteína y toxina de escorpión. Se une e inhibe los canales de potasio activados por calcio (tipo SK-Ca, también conocidos como canales de potasio sensibles a la apamina), pero no hSK3 ex4. Sin embargo, la scylatoxina no está relacionada estructuralmente con la apamina. Está amidada y tiene tres puentes disulfuro entre C8: C26, C12: C28 y C3: C21. Las argininas en las posiciones 6 y 13 son esenciales para la unión y la acción. La scylalaxina representa solo el 0,02% de la masa proteica en el veneno del escorpión.